# Drosera dilatatio-petiolaris
Drosera dilatato-petiolaris es una especie de planta carnívora del género Drosera que es endémica de Australia, donde se encuentra tanto en Australia Occidental y el Territorio del Norte.

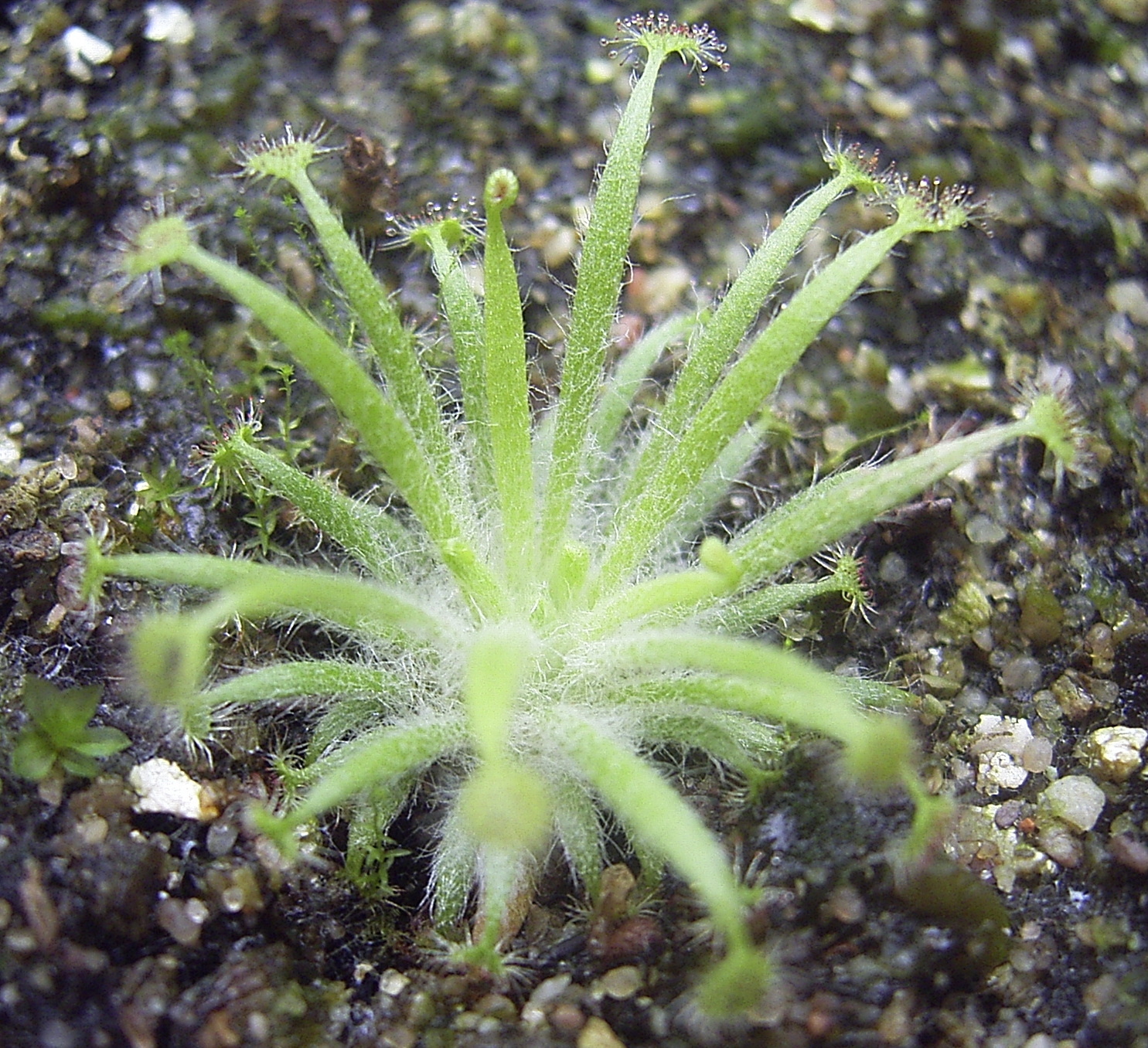
Vista de la planta

## Descripción
Sus hojas están dispuestas en una roseta y comúnmente produce plántulas, formando grandes grupos que pueden ser de más de  0,3 m  de ancho. Con verdes pecíolos emergentes desde el centro de la roseta son típicamente de 3-5 mm de ancho, pero pueden variar. Las hojas carnívoras son rojas al final de los pecíolos son pequeñas y redondas, apoyada en la superficie del suelo. Las inflorescencias miden 18 cm  de largo, con flores de color blanco que se producen a partir de abril a mayo. Tiene un número diploide cromosómico de 2n = 12.

## Distribución y hábitat
Drosera dilatato-petiolaris se encuentra en suelos arenosos húmedos en tierras más altas de donde se encuentra Drosera petiolaris. Es nativo a las zonas costeras cerca de Darwin en el Territorio del Norte y el norte de Kimberley, región de Australia Occidental.

## Taxonomía
Drosera dilatatio-petiolaris fue descrita por primera vez por Katsuhiko Kondo y fue publicado en Boletim da Sociedade Broteriana II, 57: 52. 1984.

Etimología
Drosera: tanto su nombre científico –derivado del griego δρόσος (drosos): "rocío, gotas de rocío"– como el nombre vulgar –rocío del sol, que deriva del latín ros solis: "rocío del sol"– hacen referencia a las brillantes gotas de mucílago que aparecen en el extremo de cada hoja, y que recuerdan al rocío de la mañana.
dilatatio-petiolaris: epíteto latíno que significa "con peciolos dilatados"